# Elkenrother Weiher
Der Elkenrother Weiher ist ein 8 ha großer Weiher im Lauf des Elbbachs bei Elkenroth in Rheinland-Pfalz. Im Westen des Weihers grenzt das Naturschutzgebiet Weidenbruch an.
Die Ursprünge des Weihers gehen zurück auf mehrere hintereinander angelegte Fischteiche am Oberlauf des Elbbaches aus dem Mittelalter. Heute wird er vor allem zum Angeln genutzt.